# Ford Model U
Der Ford Model U war ein von Ford entwickeltes Konzeptfahrzeug. Dieses Fahrzeug wurde erstmals auf der North American International Auto Show 2003 vorgestellt. Dieses Konzept ist mit seinen automatischen Funktionen und seiner Recyclebarkeit einzigartig. Ford wollte nach eigenen Angaben mit diesem Fahrzeug eine moderne Interpretation des ursprünglichen Ford Modell T für das 21. Jahrhundert schaffen. Es war nicht geplant, das Fahrzeug serienmäßig zu produzieren.

## Motor
Das Model U verwendet einen 2,3-Liter-Vierzylinder-Motor mit Kompressoraufladung und Wasserstoffverbrennung mit Ladeluftkühlung, der auch ein Hybrid-Elektrogetriebe verwendet. Mit dieser Art von Motor und Getriebe erfüllte es die PZEV-Standards.

## Design

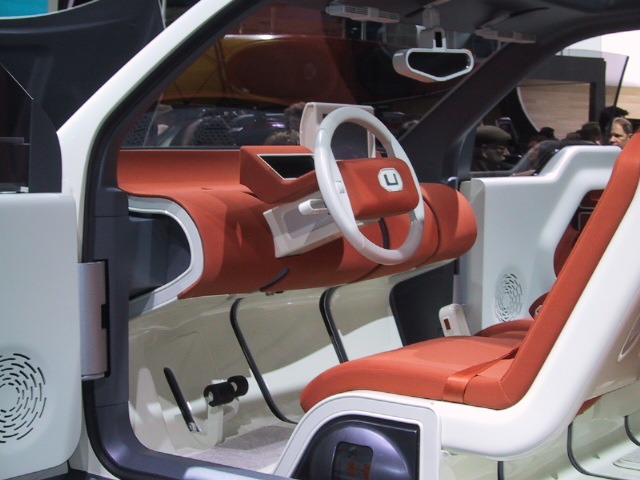
Das Interieur des Model U

Das Äußere des Modell U ist auf Sojabasis produziert und der Innenraum ist hochautomatisiert. Es hat ein elektrisch einziehbares Dach und kann mit seinem automatisch einziehbaren Heck von einem SUV zu einem Pickup-Truck werden.